# Райдшеринг
Райдшеринг (англ. ride — поїздка, share — ділитися), або карпулінг (англ. car — автомобіль, pool — об'єднання) — спільне використання приватного автомобіля за допомогою сервісів з пошуку попутників. При цьому витрати на пальне розподіляються пропорційно та обирається оптимальний для всіх учасників поїздки маршрут без значних відхилень від основного маршруту водія (власника автомобіля). У цьому основна відмінність райдшерингу від таксі, при використанні якого витрати оплачує пасажир, а напрямок поїздки не обмежується водієм, а також автостопу, де за фактом платить лише водій, який слідує строго за своїм маршрутом.
Залежно від способу планування спільної поїздки виділяють такі види карпулінгу (райдшерингу):
- Класичний. Це, як правило, тривала (від 100 км) поїздка, планується завчасно (від 1 дня до декількох місяців);
- Динамічний. Це переміщення у міському просторі на незначні відстані (1-100 км) при наявності альтернатив (на власному авто, громадським транспортом, на таксі, велосипеді або пішки).
- Регулярний. У цьому випадку учасники, маршрут і розклад поїздки постійні.

## Переваги і недоліки
Карпулінг (райдшеринг) дозволяє використовувати вільні місця приватних легкових автомобілів, що знижує сумарне споживання пального і транспортні витрати учасників поїздки. Крім того, регулярне використання спільних поїздок гарантовано знижує трафік, допомагає розвантажити дороги в години пік і зменшує пагубну дію автомобільних викидів на довкілля. Пасажири і водії можуть використовувати карпулінг як один разу, так і регулярно.
Сервіс особливо ефективний в районах, слабо охоплених системою громадського транспорту.
Одним з можливих недоліків може бути економічний збиток, що заподіюється автомобільною промисловістю, тому приватні і державні таксомоторні компанії виступають противниками даного сервісу. Деякі автомобільні концерни, зокрема, Даймлер (англ. Daimler), прихильно ставляться до карпулінгу.

### Переваги
Серед переваг можна виділити такі:
- економія витрат на пальне, ремонт, паркування і збори;
- зменшення дорожніх заторів при об'єднанні автолюбителів-попутників в одному автомобілі;
- зменшення викидів шкідливих газів, що може зменшувати глобальне потепління;
- можливість уникнути стресу і навантаження кермування автомобілем;
- можливість познайомитись з цікавими людьми. У сучасному суспільстві, орієнтованому на індивідуалізм і незалежність кожного, така можливість може бути дуже цінною;
- спеціальні програми від влади. Наприклад, у США існують спеціалізовані виділені смуги для громадського транспорту і автомобілів з пасажирами. Деякі компанії надають спеціальні місця паркування, а крім того, з точки зору колективу, знайти місце для одного автомобіля простіше, ніж для всіх машин учасників;
- можливість знайти попутників для подорожі за лічені секунди завдяки стрімкому розвитку технологій.

### Недоліки
Серед недоліків можна виділити такі:
- у разі виникнення ДТП водії відповідають за затримку;
- водіям іноді доводиться заїжджати за пасажирами, а значить, і подовжувати свій час в дорозі;
- ризик подорожувати з недобросовісними попутниками;
- організація карпулінгу не завжди можлива на рівні державних органів влади.

## Потенційний ринок
Згідно з дослідженням, проведеним в Каліфорнійському університеті Берклі в 2010 році, близько 20 % респондентів готові використовувати райдшеринг хоча б один раз в тиждень. Крім того, карпулінг користується великим попитом у тих, хто щодня пересувається в одному і тому ж напрямку (30 %), ніж у тих, хто робить випадкові поїздки. Основними перешкодами, що сповільнюють розвиток карпулінгу, є короткі поїздки і збільшення часу, проведеного в дорозі.

## Впровадження сервісу
Використання даного способу пересування стало можливим завдяки досягненням техніки:
- GPS-пристрої для визначення маршруту водія і організації спільної поїздки.
- Смартфони, що дозволяють користувачам послуги зробити запит на поїздку, незалежно від місця знаходження.
- Соціальні мережі, які роблять послугу прозорою і підвищують рівень довіри між водієм і пасажиром.

Перші проєкти, що нагадують карпулінг, з'явилися в 1990-х роках, але відразу ж зустріли на своєму шляху такі перешкоди, як необхідність розвитку спільноти користувачів і зручного способу взаємодії один з одним. Поступово телефони, за допомогою яких організовувалися поїздки, були замінені інтернетом, електронною поштою і смартфонами, а великі компанії розробили спеціальні спільноти для користувачів. Станом на 2006, таксі подібного роду справляло негативний вплив на автомобільну промисловість.
Організувати і підтримувати карпулінг буває непросто. У багатьох містах місцева влада має можливість допомагати автовласникам, організовуючи спеціальні місця для зупинок попутників, як це зроблено в Вашингтоні. У США — навколо станцій метро і великих автобусних зупинок розміщені таблички зі вказівками напрямків для спільної поїздки. Також організовуються виділені, для водіїв з пасажирами, карпулінгові смуги руху.
У середині 2010-х років карпулінг все ще перебуває на початковій стадії розвитку. Незважаючи на те, що багато успішних пілотних проєктів вже реалізовано, жодна компанія, що займається карпулінгом, не обслуговує настільки великої кількості користувачів.

## Онлайн-сервіси
У 2011 році два райдшерингові проєкти, реалізованих в Норвегії, отримали державну підтримку у вигляді грошових коштів від Transnova. По одному з проєктів в Бергені, послугою райдшерингу за день скористався 31 пасажир. У період з 30 червня по 15 вересня в ролі водіїв та пасажирів побувало тридцять дев'ять осіб, використовувалися мобільні додатки Avego Driver і HentMEG.no. Прототип додатку був розроблений для Міністерства транспорту Норвегії.
Інший пілотний проєкт належить компанії Sharepool.
У Франції райдшеринг забезпечується за рахунок компанії BlaBlaCar, яка фокусується на міжміських спільних поїздках. На сьогоднішній день BlaBlaCar — це найбільша у світі райдшерингова платформа. Нею користуються 40 мільйонів людей у 22 країнах світу.